# Vitvingad trumpetare
Vitvingad trumpetare (Psophia leucoptera) är en fågel i familjen trumpetare inom ordningen tran- och rallfåglar.

## Utseende
Gråvingad trumpetare är en stor (45–52 cm) och kraftig fågel som vanligen håller sig upprätt på marken. Fjäderdräkten är huvudsakligen svart med lysande vita armpennor som formar en stor, rent vit fläck på kroppens bakre del på stående fågel. Näbb och ben är ljusgula. Taxonet ochroptera, tidigare behandlad som en del av vitvingad trumpetare, har ockrafärgade istället för vita armpennor samt även ockra på delar av nedre manteln. Näbben är också svart.

## Utbredning och systematik
Vitvingad trumpetare förekommer från östra Peru till centrala Brasilien och nordöstra Bolivia. Den behandlas numera som monotypisk. Tidigare inkluderades även taxonet ochroptera som underart, men genetiska studier visar att den formen står närmare gråvingad trumpetare (P. crepitans) och förs nu antingen dit eller urskiljs som egen art, "ockravingad trumpetare", (P. ochroptera).

## Status och hot
Arten har ett stort utbredningsområde, men tros minska i antal, dock inte tillräckligt kraftigt för att den ska betraktas som hotad. Internationella naturvårdsunionen IUCN listar arten som livskraftig (LC). Beståndet uppskattas till i storleksordningen 100 000 till en halv miljon vuxna individer.